# Championnat d'Asie et d'Océanie féminin de volley-ball 1999
Navigation
Manille 1997 Nakhon Ratchasima 2001
Le 10e Championnat d'Asie et d'Océanie féminin de volley-ball a lieu du 21 au 28 septembre 1999 à Hong Kong.

## Équipes participantes
| - Australie - Chine - Corée du Sud - Hong Kong - Japon | - Kazakhstan - Taipei chinois - Thaïlande - Ouzbékistan |

## Poules
| Poule A                                  | Poule B                                             |
| ---------------------------------------- | --------------------------------------------------- |
| Hong Kong Japon Taipei chinois Thaïlande | Australie Chine Corée du Sud Kazakhstan Ouzbékistan |

## Phase finale

### Places 1 à 4

#### Classement
| No | Équipe       | Points | Matches | Matches | Sets | Sets   | Sets  |
| No | Équipe       | Points | gagnés  | perdus  | pour | contre | Ratio |
| -- | ------------ | ------ | ------- | ------- | ---- | ------ | ----- |
| 1  | Chine        | 6      | 3       | 0       | 9    | 4      | 2,250 |
| 2  | Corée du Sud | 5      | 2       | 1       | 8    | 3      | 2,666 |
| 3  | Japon        | 4      | 1       | 2       | 4    | 7      | 0,571 |
| 4  | Thaïlande    | 3      | 0       | 3       | 2    | 9      | 0,222 |

### Places 5 à 8

#### Classement
| No | Équipe         | Points | Matches | Matches | Sets | Sets   | Sets  |
| No | Équipe         | Points | gagnés  | perdus  | pour | contre | Ratio |
| -- | -------------- | ------ | ------- | ------- | ---- | ------ | ----- |
| 5  | Taipei chinois | 6      | 3       | 0       | 9    | 0      | MAX   |
| 6  | Australie      | 5      | 2       | 1       | 6    | 5      | 1,200 |
| 7  | Ouzbékistan    | 4      | 1       | 2       | 5    | 6      | 0,833 |
| 8  | Hong Kong      | 3      | 0       | 3       | 0    | 9      | 0,000 |

## Classement final
| Place              | Équipe       |
| ------------------ | ------------ |
| Médaille d'or      | Chine        |
| Médaille d'argent  | Corée du Sud |
| Médaille de bronze | Japon        |
| 4                  | Thaïlande    |
| 5                  | Taïwan       |
| 6                  | Australie    |
| 7                  | Ouzbékistan  |
| 8                  | Hong Kong    |
| 9                  | Kazakhstan   |